# Dieter Ruddies
Dieter Ruddies (* 28. Oktober 1921 in Alt-Kattenau; † 20. Oktober 2015) war ein deutscher Kommunalpolitiker und Unternehmer.

## Leben
Ruddies wurde in Alt-Kattenau geboren. Der Sohn des Lehrers Robert Ruddies verbrachte seine Jugend in Riedhof (Narpgallen). Nach dem Besuch des Gymnasiums in Gumbinnen, nahm er im Zweiten Weltkrieg an den Feldzügen in Frankreich, auf dem Balkan und in Russland teil. Der Hauptmann und Kommandeur eines Panzer-Grenadier-Bataillons kam nach der Flucht aus Ostpreußen im November 1945 nach Fredeburg ins Sauerland. Er arbeitete und lebte dort mit seiner Familie bis zu seinem Tod.
Im Jahr 1946 begann Ruddies mit der Produktion von Gebrauchsgegenständen wie Holzspielzeug, Handkaffeemühlen und Tapeziertischen. Später stellte er Holzmöbel und in den sechziger Jahren Badmöbel her. Der Firmengründer der heutigen Firma Burgbad erwarb 1990 das Unternehmen Kama Bad GmbH in Greding-Grafenberg und ein Jahr später die französische Société d’Equipement Postformé (SEP). Die Burg Möbel Dieter Ruddies GmbH & Co. KG wurde später in die burgbad Aktiengesellschaft umgewandelt.
Sein kommunalpolitisches Engagement als Stadtvertreter der ehemaligen Stadt Fredeburg begann Anfang der sechziger Jahre. Im Jahr 1969 wurde er Bürgermeister der Stadt Fredeburg. Nach der kommunalen Neugliederung war er von 1975 bis 1981 Vorsitzender der CDU-Fraktion im Rat der Stadt Schmallenberg. Im Jahr 1995 gründete die Familie die Dieter und Ursula Ruddies Stiftung.
Ruddies verstarb im Alter von 93 Jahren. Er wurde in Bad Fredeburg beigesetzt.

## Ehrungen
Ruddies wurde mehrfach geehrt.
- Deutsches Kreuz in Gold
- Eisernes Kreuz I. und II. Klasse
- Bundesverdienstkreuz I. Klasse
- Ehrenring der Stadt Schmallenberg
- Päpstlicher Silvesterorden